# Moonlighting
Moonlighting è una serie televisiva andata in onda per la prima volta negli Stati Uniti sull'ABC dal 1985 al 1989 per un totale di 67 episodi. In Italia è conosciuta anche come Moonlighting - Agenzia Blue Moon (titolo utilizzato per la messa in onda su Rete 4) e Agenzia Luna Blu.
Lo show, interpretato da Cybill Shepherd e da Bruce Willis, nel ruolo di investigatori privati, costituisce un tipico caso di drammedia ovvero una combinazione di elementi drammatici, commediali e romantici e nella originalità delle tecniche narrative può considerarsi il degno antesignano del più recente Ally McBeal.
Con il suo misto di giallo poliziesco e di commedia romantica, un linguaggio smaliziato e una coinvolgente alchimia tra i due protagonisti, Moonlighting ha rappresentato per gli americani della seconda parte degli anni ottanta un vero fenomeno di costume, lanciando nello star system un attore come Bruce Willis e sancendo una delle tante rinascite che costellano la vita della sofisticata e talentuosa Cybill Shepherd. In Italia invece, trasmesso nel preserale di Rai 2 non ottenne il successo conseguito in patria.
Il tema della serie, cantato dal cantante jazz Al Jarreau, è stato uno dei più amati e apprezzati (anche nelle vendite) nella storia dei telefilm americani.

## Trama
La serie ruota attorno ai casi oggetto d'indagine da parte della Blue Moon Investigations e dei suoi due titolari Madelyn "Maddie" Hayes (Cybill Shepherd) e David Addison (Bruce Willis).
La storia comincia con la rovina di Maddie Hayes, un'ex modella che scopre di essere in bancarotta dopo che il suo commercialista l'ha derubata di tutte le sue liquidità. Le è rimasta solo una serie d'investimenti fallimentari, uno dei quali è l'agenzia investigativa City of Angels, gestita dallo scapestrato David Addison. Tra il film pilota e il primo episodio della serie, Addison persuade Hayes a tenere l'agenzia e a gestirla insieme. L'agenzia viene ribattezzata "Agenzia Investigativa Blue Moon", poiché Hayes era molto popolare come testimonial dello shampoo Blue Moon. In diversi episodi, Maddie viene più facilmente riconosciuta come "la ragazza dello shampoo Blue Moon", piuttosto che per il suo nome.
Nella serie compare anche Allyce Beasley nel ruolo di Agnes DiPesto, la centralinista dell'agenzia, che risponde al telefono parlando in rima. Nelle ultime stagioni, Curtis Armstrong — noto per il ruolo di Caccola nel film La rivincita dei nerds — si è aggiunto al cast nel ruolo di Herbert Viola, un lavoratore interinale che vuole diventare investigatore della Blue Moon e conquistare il cuore di Agnes.

## Episodi
| Stagione         | Episodi | Prima TV USA | Prima TV Italia |
| ---------------- | ------- | ------------ | --------------- |
| Prima stagione   | 7       | 1985         | 1989            |
| Seconda stagione | 18      | 1985-1986    | 1989            |
| Terza stagione   | 15      | 1986-1987    | 1990            |
| Quarta stagione  | 14      | 1987-1988    | 1991            |
| Quinta stagione  | 13      | 1988-1989    | 1992            |

## Rottura della quarta parete
Nella serie accade più volte che i protagonisti si rivolgano direttamente al pubblico, agli sceneggiatori, alla rete televisiva o parlino direttamente della serie, guardando in telecamera. Ad esempio, in un episodio delle prime stagioni (prima della relazione tra i due) Maddie dice a David che tra loro non può nascere un rapporto stabile, perché il network li passerebbe dal venerdì alla domenica. Anche prima della sigla di apertura si verificano frequentemente interventi di Bruce Willis e Cybill Shepherd a introdurre l'episodio stesso, ma quel che caratterizza fortemente la serie è che proprio durante lo svolgimento dell'azione i due personaggi parlino di copione, network ecc.

## Guest star
In aggiunta al cast principale, ci sono state delle Guest Stars in ruoli anche ricorrenti:
- Orson Welles: Appare nell'introduzione al quarto episodio della seconda stagione "The Dream Sequence Always Rings Twice". Questa fu la sua ultima apparizione televisiva. L'episodio è stato trasmesso 5 giorni dopo la sua morte ed è dedicato alla sua memoria.
- Tim Robbins: 1ª Stagione - episodio "Gunfight at the So-So Corral".
- Charles Rocket recita nel ruolo di Richard Addison, fratello di David.
- Paul Sorvino recita nel ruolo del padre di David e Richard Addison.
- Vivian Bonnell: 1ª stagione - episodio "Somewhere Under the Rainbow", fa un cameo visivo.
- Eva Marie Saint e Robert Webber recitano nei ruoli di Virginia e Alexander Hayes, genitori di Maddie.
- Imogene Coca appare in un solo episodio, nel ruolo di Clara DiPesto, madre di Agnes.
- Mark Harmon: Stagione 3 - recita nel ruolo di Sam Crawford, rivale in amore di David.
- Brooke Adams recita nella Stagione 4 nel ruolo di Terri Knowles.
- Virginia Madsen recita, nella Stagione 5, nel ruolo di Annie Charnock, cugina di Maddie e "fiamma" di David per un breve periodo.
- Dana Delany recita nel ruolo della ex fidanzata di David (Stagione 2 - episodio "Knowing Her").
- R.H. Thomson recita nella Stagione 4 nel ruolo del dott. Steve Hill, ginecologo di Maddie, durante la sua gestazione.
- Whoopi Goldberg e Judd Nelson recitano nell'episodio "Camille" - Stagione 2.
- Timothy Leary recita nell'ultimo episodio della serie (Stagione 5 - episodio "Lunar Eclipse").
- Dan Lauria: Stagione 2 - Episodio "Portrait of Maddie."
- Pierce Brosnan: Stagione 3 - episodio "The Straight Poop."
- Peter Bogdanovich, che aveva diretto The Last Picture Show nel 1971 (con Cybill Shepherd), recita nell'episodio "The Straight Poop."
- Rona Barrett ha un ruolo importante nell'episodio "The Straight Poop", in quanto media nella turbolenta relazione (professionale e personale) tra Maddie e David.
- Donna Dixon (moglie di Dan Aykroyd): Stagione 3
- Randall 'Tex' Cobb recita il ruolo di un "grande ragazzo in una Gas-Station" nella Stagione 3 - episodio "Sam & Dave".
- Demi Moore, moglie di Bruce Willis, recita (Stagione 5 - episodio "When Girls Collide") nel ruolo di una donna con una magica attrazione nei confronti di David all'interno di un ascensore.
- Nel prologo dell'episodio "Symphony In Knocked Flat" della Stagione 3 i The Temptations recitano nella parte di se stessi così come fa Don King più avanti, durante il medesimo episodio.

## Cancellazione della serie
Alla cancellazione di Moonlighting si giunse in maniera graduale: Bruce Willis, fresco del successo di Trappola di cristallo (Die Hard), decise di puntare a una carriera cinematografica, mentre Cybill Shepherd aveva da poco partorito due gemelli (in concomitanza con la fase della gravidanza di Maddie). Tutto era pronto per una cancellazione già dopo la stagione 1987/88 (la quarta), poi venne realizzata la quinta stagione, che però partì in ritardo (6 dicembre 1988). Si giunse alla pausa di febbraio quando mancavano solo 6 episodi da mandare in onda: l'interruzione parte con l'episodio "I See England, I See France, I See Maddie's Netherworld" del 14 febbraio e Moonlighting torna in TV il 2 aprile con "Those Lips, Those Lies".
Il finale di serie è in linea con la tradizione di rottura degli schemi di Moonlighting. Nelle ultime sequenze di "Lunar Eclipse" vediamo David e Maddie che rientrano in agenzia dopo il matrimonio di Agnes e Herbert, trovando il set smantellato. A occuparsi delle operazioni c'è un agente del Network ABC, il quale gli spiega che la serie è stata cancellata. Allora i due si lanciano nell'ultima corsa frenetica della serie, questa volta all'interno degli Studios, alla ricerca di un produttore (Cy), che non può che confermare loro la cancellazione di Moonlighting, spiegando altresì quanto sia fragile il romanticismo in TV. Cy è interpretato da Dennis Dugan, regista di quello stesso episodio e interprete del matrimonio-lampo di Maddie nel corso della serie.
Dopo una breve sequenza che ripercorre fotografie dei due protagonisti nel corso dei cinque anni trascorsi insieme, giunge il fotogramma finale, che recita: